# Міська ластівка
Міська ластівка (Delichon) — рід птахів родини ластівкових (Hirundinidae). Містить чотири види, що мешкають в Євразії. Крім звичайної міської ластівки (D. urbica) у ньому числяться непальська міська ластівка (D. nipalensis), азійська міська ластівка (D. dasypus) і нещодавно виокремлений вид D. lagopodum.
Відмінною рисою роду міських ластівок є синяво-чорна або чорна верхня сторона тіла, білі груди і шийка. Розміри дорослих птахів — від 10 до 12 см. Зовнішні відмінності трьох видів невеликі.
Найкрупнішим ареалом розповсюдження є ареал міської ластівки. Він тягнеться через всю Євразію, а сам птах здійснює далекі перельоти. Зимує в Африці від південної межі Сахари до ПАР. Азійська міська ластівка зустрічається тільки в Азії, її ареал граничить з ареалом міської ластівки з півдня. Найменший ареал у непальської міської ластівки — вона зустрічається від М'янми до Китаю, гніздиться на прямовисних і голих скелях.
Всі чотири види маюсь статус найменшого ризику, тобто не мають загрози зникнення.

## Види
- Ластівка міська, Delichon urbicum
- Ластівка азійська, Delichon dasypus
- Ластівка непальська, Delichon nipalense
- Delichon lagopodum[2]